# Асамати
Асамати (мкд. Асамати) су насеље у Северној Македонији, у јужном делу државе. Асамати припадају општини Ресан.

## Географија
Насеље Асамати је смештено у југозападном делу Северне Македоније. Од најближег већег града, Битоља, насеље је удаљено 40 km западно, а од општинског средишта 16 јужно.
Асамати се налазе у области Доње Преспе, области око северне обале Преспанског језера. Насеље је смештено на североисточној обали Преспанског језера, док се који километар источно од насеља почиње издизати планина Баба. Надморска висина насеља је приближно 860 метара.
Клима у насељу је планинска због знатне надморске висине.

## Становништво
Асамати су према последњем попису из 2002. године имали 175 становника. 
Село је етнички мешовито. Ту живе Албанци (46%), етнички Македонци (39%) и Турци (15%).
Већинска вероисповест је ислам, а мањинска православље.